# Joshua Roman

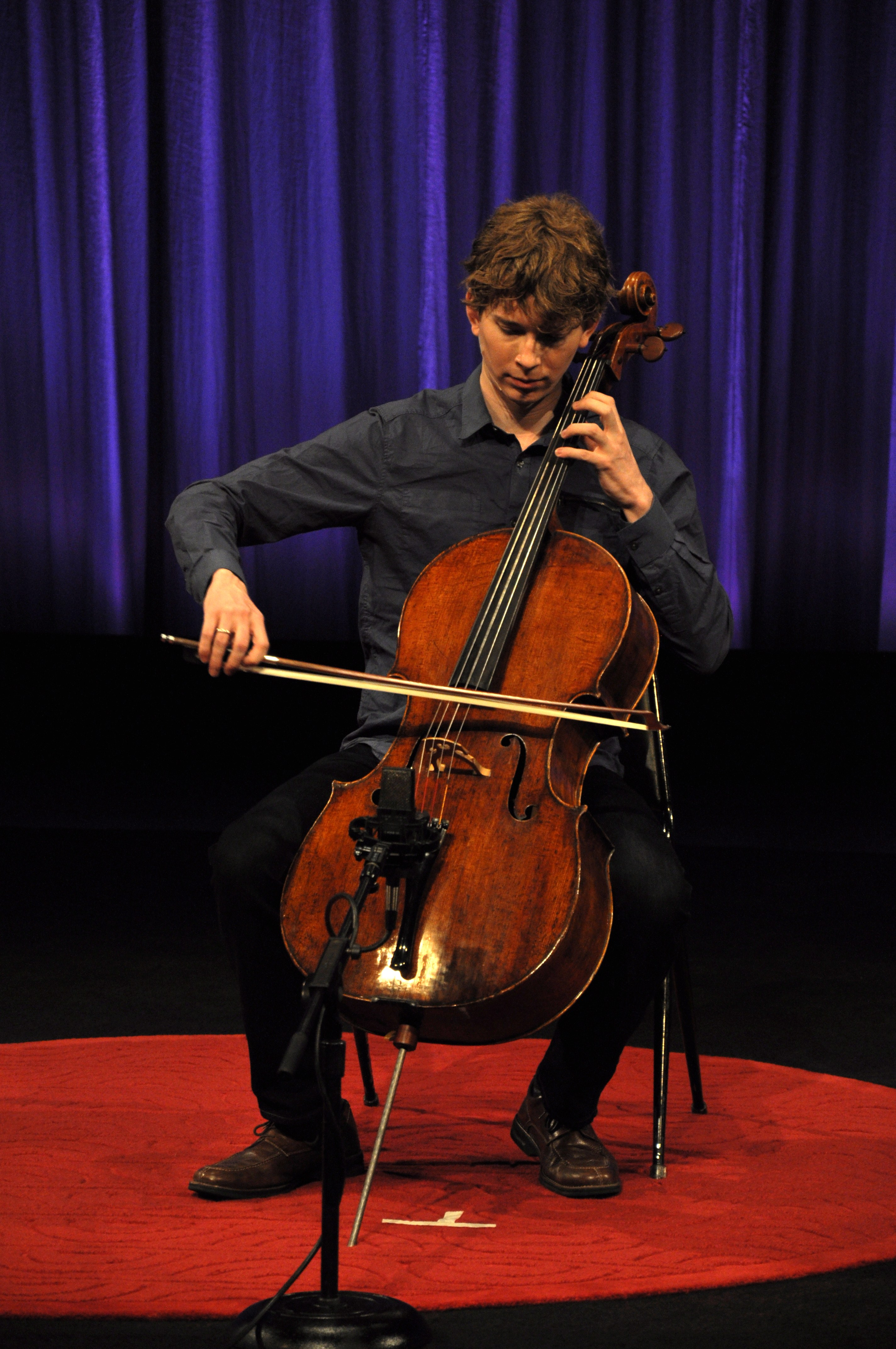
Joshua Roman

Joshua Roman (* 16. Dezember 1983) ist ein US-amerikanischer Cellist und Komponist.
Roman studierte am Cleveland Institute of Music bei Richard Aaron und Desmond Hoebig. Er wurde 2006 Erster Cellist der Seattle Symphony, mit der er als Solist die Uraufführung von David Stocks Cellokonzert spielte. 2008 trat er beim New York’s Mostly Mozart Festival mit Benjamin Brittens Dritter Cellosuite auf, im Folgejahr als Gast des YouTube Symphony Orchestra in der Carnegie Hall. In der Saison 2009–10 debütierte er als Solist mit dem San Francisco Symphony Orchestra und hatte Auftritte mit den Sinfonieorchestern von Albany, Arkansas, Santa Barbara und Lexington.
Als Kammermusiker arbeitete Roman u. a. mit Earl Carlyss und Christian Zacharias, der Seattle Chamber Music Society und jungen Musikern der New Yorker Szene für zeitgenössische Musik wie Alarm Will Sound, So Percussion und den Künstlern der Chamber Music Society am Lincoln Center zusammen. 2007 wurde er künstlerischer Leiter der TownMusic, eine experimentellen Kammermusikreihe an der Town Hall in Seattle. In Zusammenarbeit mit der Schauspielerin Anna Deavere entstand das Stück On Grace. Weitere Projekte realisierte er u. a. mit den Komponisten Aaron Jay Kernis, Mason Bates und Dan Visconti. Seine eigenen Kompositionen sind inspiriert von Quellen wie der Lyrik Tracy K. Smith’ und den Musikern, für die er schreibt, wie dem JACK Quartet, dem Geiger Vadim Gluzman und dem Dirigenten David Danzmayr.